# 64 î.Hr.

## Nașteri
- 8 decembrie: Quintus Horatius Flaccus poet roman din „perioada de aur” a literaturii romane (d. 8 î.Hr.)
- dată necunoscută: Gaius Iulius Hyginus  (d. 17)